# Eudocima strivijayana
Eudocima strivijayana là một loài bướm đêm trong họ Erebidae.